# Waals industrieel bekken

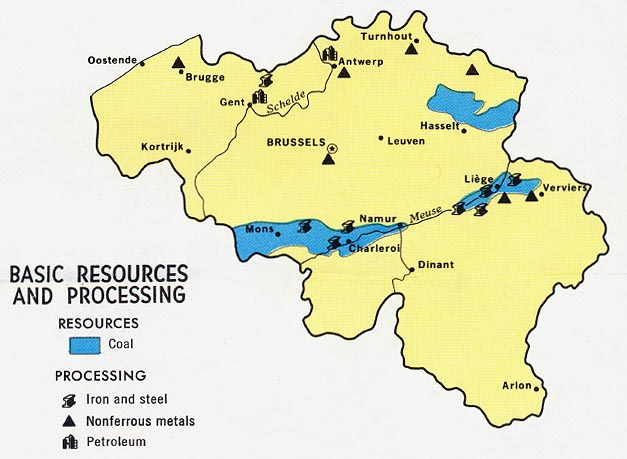
Een kaart uit 1968 van de CIA met bronnen in België. Het industriële bekken loopt van Mons in het westen tot Verviers in het oosten. De Maas (Meuse) is gelabeld, maar de Samber niet. De Hene en Vesder zijn te klein om te tonen.

Het Waals industrieel bekken (Frans: Sillon industriel, [sijɔ̃ ɛ̃dystʁijɛl]) is de naam voor een gebied dat de industriële ruggengraat van België vormde. Het doorsnijdt Wallonië van oost naar west, van Dour (Borinage), via Bergen, La Louvière (Centrum), Namen, Hoei, Luik en het Land van Herve tot Verviers in het oosten. Het is een aaneengesloten gebied dat de valleien rond het stroomgebied van de Hene, Samber, Maas en Vesder omvat, en heeft een oppervlakte van grofweg 1000km².
Het gebied wordt ook de Samber- en Maasvallei (Frans: sillon Sambre-et-Meuse, naar de twee grootste rivieren), of de Hene-Samber-Maas-Vesder-vallei, (Frans: sillon Haine-Sambre-Meuse-Vesdre, wat ook twee kleinere rivieren omvat) genoemd. Andere benamingen zijn het Belgische (industriële) bekken, de Waalse ruggengraat (Frans: Dorsale wallonne) of de Charleroi-Luik-vallei.
Het gebied wordt niet zozeer afgebakend door zijn fysische geografie, maar meer door zijn menselijke geografie en natuurlijke hulpbronnen. Omdat zware industrie niet meer de hoofdmoot vormt van de economie van België, wordt het gebied ook wel een voormalige industriële gordel genoemd.
Het gebied wordt bewoond door meer dan 2 miljoen inwoners, ongeveer twee derde van de bevolking van Wallonië. Het wordt soms als een Waalse metropool gezien, hoewel het in feite gaat om een strookvormige stedelijke verspreiding met een lengte van ca. 160 km en een breedte van niet veel meer dan 10 km.

## Geografie
Het industrieel bekken valt samen met wat geologen de Midi-overschuiving noemen. Deze overschuiving is een breuklijn die zich ten noorden van de Condruzische Ardennen bevindt, en verscheen in het paleozoïcum na twee cycli van gebergtevorming te hebben meegemaakt. De eerste, de Caledonische, dateert van het ordovicium tot het siluur. De tweede, de Hercycommnische, vond plaats tijdens het silesien. Het gebied is rijk aan steenkoolhoudende lagen.
Het bekken onderscheidt de vlakten van Henegouwen en de Haspengouw van de heuvelachtigere regio's van de Condroz en de Ardennen. Het is een gebied dat nog seismisch actief is, wat bijvoorbeeld merkbaar was tijdens de aardbeving van Luik van november 1983.
In het westen loopt het gebied door in het Franse steenkoolbekken van Nord en Pas de Calais.

### Hydrologie
De hoofdwaterassen zijn de Samber en Maas, terwijl de Vesder en Hene de grootste kleine rivieren zijn. De Samber (die ontspringt buiten het industrieel bekken, in Frankrijk) en Vesder (idem, in Duitsland) monden beide binnen het industrieel bekken uit in de Maas. De Maas stroomt via Luik het bekken uit naar Maastricht en verder Nederland in, om vervolgens via de Rijn-Maas-Scheldedelta in de Noordzee uit te monden. Deze drie rivieren zijn binnen het bekken bevaarbaar.
De Hene ontspringt juist in het bekken, te Anderlues, en stroomt grofweg naar het westen het bekken uit, waar het te Condé-sur-l'Escaut uitmondt in de Schelde. De Hene is nooit bevaarbaar geweest voor schepen van enig formaat.

## Geschiedenis
Het Waals industrieel bekken was van oudsher de belangrijkste transportas van de regio, met de Romeinse Heerwegen Chaussée Brunehaut en Heirbaan Boulogne-Kassel-Keulen die het gebied doorsneden. Dezelfde route wordt nog steeds door de Europese weg 42 (Autoroute de Wallonie) en de spoorlijn van Luik naar Rijsel gevolgd.
In dit gebied dat rijk was aan vervoersmogelijkheden vormde zich veel economische activiteit en vestigde zich een groot deel van de bevolking. 

### Steenkool
Men schat dat de winning van steenkool in Wallonië reeds begon in de Romeinse tijd. Vanaf 1229 vindt men sporen van reglementen over de uitbating van "carbonnières". In het midden van de 16e eeuw werd rond Luik veel steenkool gewonnen, dat ook naar Nederland werd uitgevoerd. Circa 1550 werd de steenkoolproductie rond Luik geschat op 50.000 ton. Aanvankelijk werd de steenkool ontgonnen in de openlucht. Later werden gangen gegraven via de helling van de steenkoollagen. Toen de bovenste lagen waren uitgeput, schakelde men over op putten of schachten, die echter niet diep konden gaan vanwege het grondwater.
Met de invoering van de stoommachine begon de echte ontwikkeling van de mijnbouw, met name in de Borinage, het Centrum (de streek rond Charleroi) en Luik. Henegouwen produceerde in 1810 meer dan 1 miljoen ton steenkool per jaar. In 1831 lag de totale Belgische steenkoolproductie op 2,3 miljoen ton en steeg naar 16,9 miljoen ton in 1880. Er waren op het hoogtepunt in totaal 149 steenkoolmijnen.

### Staal
In 1817 begon John Cockerill met het moderniseren van de Luikse staalindustrie, met de bouw van de eerste hoogoven op cokes (in plaats van op houtskool). De staalproductie veranderde hiermee van een ambachtelijk naar een industriële massaproductie, en vervolgens breidde deze industrie zich snel uit in vooral Luik en rond Charleroi en La Louvière.

### Glas en chemie
Vanaf de 15e eeuw ontstond in de bosrijke Waalse gebieden een glasindustrie (het bos was nodig als brandhout) nadat de techniek van het glasblazen vanuit Venetië was overgekomen. In 1447 vestigden de meesterglasblazers Colnet (of Colinet) zich in Leernes (Henegouwen) en in het Prinsbisdom Luik. In de loop der eeuwen vormden de regio Luik en de gebieden ten westen van Charleroi zich tot de belangrijkste glascentra van west-Europa.
In 1863 richten de broers Ernest en Albert Solvay te Couillet onder de naam Solvay et compagnie een fabriek van natriumcarbonaat op, waarmee het veel makkelijker werd om glas te produceren. Solvay groeide uit tot een wereldwijd chemisch conglomeraat.

### Verdere industrialisatie
Het bekken was het eerste volledig geïndustrialiseerde gebied van continentaal Europa, en onderging zijn eerste industrialisatiegolf van 1800 tot 1820.
De industrie bracht België tot grote welvaart, en vormde de economische kern van het land. Dit kwam tot een einde na de Tweede Wereldoorlog, toen het belang van Belgisch staal, kolen en industrie begon af te nemen. De economie van het gebied verschoof naar ruwe materialen buiten metalen zoals glas en soda, tot ook de betekenis van die industrie afnam in de jaren '70. De jaren van voorspoed waren toen voorbij, en een trend van werkloosheid en economische afhankelijkheid van het (voorheen armere) Vlaanderen begon, en duurt tot op de dag van vandaag voort.

### Sociaal
De regio vormt de basis van de socialistische beweging in België met de Belgische Franstalige socialistische partij (Parti Socialiste) als hedendaags uitvloeisel. De mate van aanhechting bij vakbonden is hoog, vooral van socialistische en communistische snit.
De regio heeft een groot aantal algemene stakingen meegemaakt, soms met sociale, soms met politieke doelen: In 1886, door een politieke crisis, het verlagen van salaris en werkloosheid; in 1893, 1902 en 1913, in de strijd voor het algemeen kiesrecht; in 1932 en 1936; in 1950 vanwege de Koningskwestie; en tijdens de algemene staking in België in 1960-1961 waarbij Wallonië de eerste vormen van autonomie verkreeg. Het was ook het gebied waar de eerste ontkerstening in België plaatsvond, en het gebied met de zwaarste tegenstand tegen de terugkeer van Leopold III op de troon.

## Vandaag
Delen van de regio vallen onder Doel 1 of Doel 2 van Regionaal Beleid van de Europese Unie vanwege het lage bnp per inwoner, om groei te stimuleren., een zeldzaamheid in West-Europa
Vier industriële locaties zijn door de UNESCO als Unesco Werelderfgoed Belangrijkste mijnsites van Wallonië erkend in 2012.